# Marko Vejinović
Marko Vejinović (ur. 3 lutego 1990 w Amsterdamie) – holenderski piłkarz serbskiego pochodzenia grający na pozycji pomocnika w holenderskim Heracles Almelo.

## Kariera klubowa
W czasach juniorskich trenował w AVV Zeeburgia, AFC Ajax, FC Utrecht oraz AZ Alkmaar. W latach 2007–2009 był piłkarzem pierwszego zespołu tego ostatniego. W Eredivisie zadebiutował 22 marca 2009 w zremisowanym 0:0 meczu z Feyenoordem. Grał w nim od 72. minuty, gdy zastąpił Bretta Holmana. W sezonie 2008/09 wraz z klubem zdobył mistrzostwo Holandii. 1 sierpnia 2009 został piłkarzem Heraclesa Almelo. Dwa lata później odszedł na zasadzie wolnego transferu do SBV Vitesse. 1 lipca 2015 odszedł za 3,5 miliona euro do Feyenoordu. Wraz z tym klubem w sezonie 2016/17 po raz drugi w swojej karierze wygrał ligę. Od 18 lipca 2017 do 30 czerwca 2018 przebywał na wypożyczeniu w AZ Alkmaar. Po jego zakończeniu pozostał w tym klubie na stałe, a kwota transferu wyniosła 1,25 miliona euro. 
Od 28 lutego do 30 czerwca 2019 był wypożyczony do Arki Gdynia. W Ekstraklasie zagrał po raz pierwszy 3 marca 2019 w przegranym 0:1 meczu z Lechem Poznań. Po zakończeniu wypożyczenia Vejinovic wrócił do AZ Alkmaar, lecz 28 sierpnia 2019 został zakontraktowany przez Arkę na zasadzie transferu definitywnego. Kontrakt podpisano na trzy lata, lecz rozwiązano go już po roku.
W styczniu 2021 Vejinovic podpisał kontrakt z holenderskim ADO Den Haag, z którego w lipcu 2021 przeszedł do chińskiego Tianjin Jinmen Tiger.

## Kariera reprezentacyjna
Występował w młodzieżowych reprezentacjach Holandii w kategorii U-17, U-19 oraz U-21. W 2015 roku otrzymał od selekcjonera Danny'ego Blinda powołanie do seniorskiej reprezentacji Holandii na towarzyski mecz z Walią (3:2), który spędził na ławce rezerwowych.

## Życie prywatne
Urodził się w 1990 roku w Amsterdamie jako syn Serbów Zorana Vejinovicia i Milki Vejinović z d. Matić. Jego rodzice pod koniec lat 60. XX wieku wyemigrowali do Holandii z terenów ówczesnej Jugosławii i tam też się poznali. Posiada on obywatelstwo Holandii, Serbii oraz - przez miejsce urodzenia matki - Bośni i Hercegowiny.

## Sukcesy
AZ Alkmaar
- mistrzostwo Holandii: 2008/09

Feyenoord
- mistrzostwo Holandii: 2016/17
- Puchar Holandii: 2015/16